# Контактная сеть троллейбуса

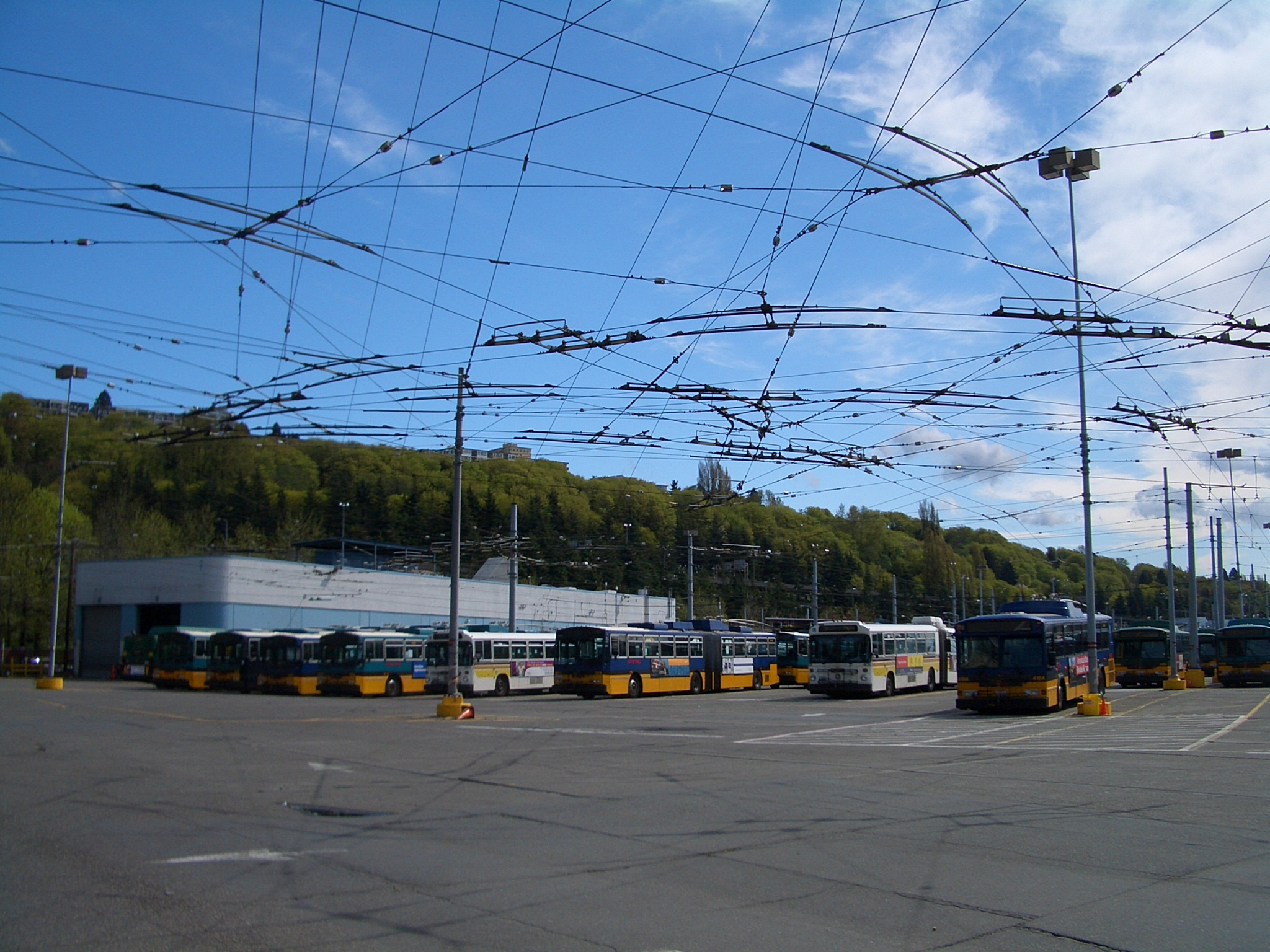
Густая контактная сеть в троллейбусном парке Сиэтла

Контактная сеть троллейбуса — воздушная контактная сеть, предназначенная для передачи электроэнергии с тяговых подстанций на электроподвижной состав троллейбуса.

## Особенности
Отличия в конструкции контактной сети троллейбуса обусловлены тем, что в отличие от рельсового транспорта троллейбус не имеет постоянного электрического контакта с поверхностью, которую можно было бы использовать в качестве второго провода, а также требованием манёвренности — троллейбусу нужна возможность отклоняться от контактной сети как минимум на соседнюю полосу движения. В связи с этим возникли следующие особенности:
- Контактная сеть троллейбуса — двупроводная, причём провода закреплены на небольшом расстоянии и должны быть надёжно изолированы друг от друга. Это предполагает более сложную конструкцию как прямых участков сети, так и пересечений и разветвлений с широким применением секционных изоляторов, которые изолируют друг от друга не только секции электропитания, но и провода разной полярности в местах пересечения.
- Невозможно использовать дуговой токоприёмник и пантограф. В основном используется штанга. Существовали и другие конструкции токоприёмников для троллейбуса, в основном соединяющие троллейбус с контактной сетью гибким проводом, но по большей части они не ушли дальше экспериментальных линий. (Правда уже созданы «широкие» конструктивные схемы контактных сетей с довольно широко подвешенными относительно друг друга контактными проводами, и рассчитанные на использование двухполозовых пантографов. Полозы на таких пантографах установлены в линию на общей раме и изолированы друг от друга и контактируют каждый со своим проводом. Но это также требует оснащения троллейбусов системами автономного хода, так как, например, объезд препятствия в этом случае возможен при опущенном (хотя бы наполовину) пантографе.)

В свою очередь, необходимость использования (в большинстве случаев) штангового токоприёмника диктует дополнительные требования:
- Необходимость сглаживания поворотов контактной сети. Угол излома в местах крепления провода к спецчасти не должен превышать 4°[1]. Для сглаживания поворотов используются специальные кривые держатели.
- Особые конструкции пересечений проводов, как троллейбусных линий между собой, так и с трамвайными линиями.
- Необходимость установки специальных стрелок, причём расходящиеся стрелки обязательно должны быть управляемыми.
- Более сложная конструкция термокомпенсаторов. Иногда, чтобы не устанавливать сложные устройства термокомпеснации применяют маятниковую подвеску, либо проводят ручные сезонные регулировки натяжения проводов.

Все эти особенности делают контактную сеть троллейбуса сравнительно сложной и тяжёлой и, следовательно, создает сравнительно большую нагрузку на опоры и, следовательно, предъявляет более высокие требования к самим опорам.

## Технические требования
Требуемая высота контактных проводов над уровнем дорожного полотна должна быть в точках подвешивания 5,7±0,1 м. Допускаются отступления от требуемой высоты подвешивания контактных проводов над уровнем дорожного полотна внутри зданий троллейбусных парков до 5,2 м, в воротах зданий троллейбусных парков —до 4,7 м и под искусственными сооружениями — до 4,2 м с соблюдением требований плавного изменения высоты подвешивания контактных проводов. При этом провод с напряжением положительной полярности располагается ближе к центру проезжей части, а отрицательной — ближе к тротуару.
Напряжение в контактной сети троллейбуса в большинстве случаев составляет 600 вольт. Падение напряжения в любой точке контактной сети не должно превышать 15%.

## Основные части
Основными элементами контактной сети являются:
- Опоры и опорные конструкции
- Контактные подвески
- Арматура и спецчасти
- Контактные, питающие и усиливающие провода

В качестве опоры для контактной сети могут использоваться как столбы, рассчитанные на вес контактной сети, так и стены зданий и сооружений. Могут использоваться железобетонные или металлические столбы различных видов, которые могут также служить опорами уличного освещения. Крепление контактной подвески к стенам зданий осуществляется с использованием шумо- и виброгасителей.
К специальным частям контактной сети относятся:
- Троллейбусные стрелки
- Троллейбусные и трамвайно-троллейбусные пересечения
- Секционные изоляторы
- Кривые держатели
- Стыки компенсируемых проводов
- Шумогасители
- Тупики

## Виды подвески контактной сети

### Простая некомпенсированная подвеска на гибких поперечинах
1) контактный провод; 2) поперечный трос; 3) опора; 4) хомут; 5) пряжечный изолятор; 6) изолятор из дельта-древесины
Достоинства: простота, малые расходы на постройку.
Недостатки: значительное провисание проводов, плохая эластичность сети.
Такая подвеска проста в сооружении и не сложна в обслуживании. При использовании такой подвески провисание контактного провода больше всего сказывается на износе токоприемников и контактного провода, поэтому опоры приходится располагать достаточно часто, а кроме того, более тщательно контролировать натяжение контактного провода. Обеспечивает наименьшую максимальную скорость движения троллейбусов.

### Поперечно-цепная некомпенсированная подвеска
Преимущество: улучшенное качество крепления контактного провода, а именно его горизонтальная и вертикальная стабилизация и одноуровневое расположение положительного и отрицательного проводов.

### Продольно-цепная подвеска на кронштейне (консоли)
(может выполняться компенсированной и некомпенсированной, а также на гибких поперечинах)
1) распорка; 2) кронштейн; 3) продольный трос; 4) контактный провод
Достоинства: хорошая эластичность, хороший контакт. Доступность высоких скоростей движения. Получила большое распространение на постсоветском пространстве наряду с обычной поперечной и поперечно-цепной подвесками. На пригородных или выносных линиях позволяет располагать опоры на увеличенном расстоянии. В настоящее время один из наиболее распространенных в Российской Федерации способов подвески на прямых участках магистральных линий.
Недостатки: большая сложность, вес.

### Вариант крепления контактного провода на кронштейне при повороте линии
Часто такой вариант подвески комбинируется с продольно-цепной для предотвращения перемещения проводов в горизонтальной плоскости. Такой вариант подвески используется только при достаточно малом угле излома (поворота) линии. При больших углах излома используют оттяжки от опор находящихся вне угла поворота.
Достоинства: возможность прохождения троллейбусами поворотов на достаточно больших скоростях (близких к скоростям прохождения прямых участков с продольно-цепной схемой подвески контактных проводов).

### Маятниковая подвеска
Позволяет исключить как сезонные регулировки натяжения контактных проводов, так и сложные механизмы стабилизации натяжения. Кроме того она обеспечивает достаточно хорошую эластичность контактной сети. Наиболее выгодно использовать такую схему подвески в регионах с резко континентальным климатом (с большой (более 40°С) годовой амплитудой температуры атмосферного воздуха).

## Типовые исполнения полужёстких подвесов контактной сети троллейбуса.
1) подвес неизолированный двуплечий (ПНД); 2) место закрепления контактного провода; 3) изолятор из дельта-древесины; 4) пряжечный изолятор